# Stade El Plantío
Le Stade El Plantío (en espagnol, Estadio Municipal de El Plantío, ou simplement El Plantío) est un stade de football situé à Burgos (Espagne). Inauguré le 13 septembre 1964, il peut accueillir 12 642 spectateurs. C'est dans ce stade que le Burgos CF joue ses matches.

## Histoire
Le premier match officiel dans ce stade a eu lieu le 13 septembre 1964. La rencontre opposait le Burgos CF au SD Indautxu lors de la 1re journée du championnat d'Espagne de deuxième division 1964-1965. Ce sont les locaux qui l'emportent 2-0. Le premier buteur de l'histoire du stade est Pita, qui ouvre le score à la 53e minute de ce match.